# Nova Santa Marta
Nova Santa Marta est un quartier de la ville brésilienne de Santa Maria, Rio Grande do Sul. Le quartier est situé dans district de Sede.

## Vilas
Le quartier possède les (vilas) suivantes : Loteamento Alto da Boa Vista, Loteamento Dez de Outubro, Loteamento Dezoito de Abril, Loteamento Marista, Loteamento Núcleo Central, Loteamento Sete de Dezembro, Nova Santa Marta, Vila Pôr do Sol.